# Suối Đôi
Suối Đôi là một con suối đổ ra Sông Mã Đà. Suối có chiều dài 18 km và diện tích lưu vực là 50 km². Suối Đôi chảy qua các tỉnh Bình Phước, Bình Dương.